# .ga
A .ga Gabon internetes legfelső szintű tartomány kódja, melyet 1994-ben hoztak létre.